# Gwiriko
Gwiriko fou un estat africà que ocupava bona part del modern estat de Burkina Faso.
El maghan (príncep) Famarha, germà de Sekou Outtara de Kong, va reclamar drets al govern, després d'una campanya victoriosa al nord, però els dotze fills de Outtara, cadascun dels quals tenia un feu, el van poder expulsar. Es va dirigir cap a Bobo Dioulasso, de la que es va apoderar (i després de bona part del modern estat de Burkina Faso), obrint una llarga sèrie de disputes entre aquesta ciutat i Kong. Bobo Dilouasso va esdevenir capital del regne de Gwiriko. El 1895 va caure en poder de França i la reialesa fou abolida el 1915.

## llista de sobirans (maghans)
- 1714 - 1729 Famaghan Wattara
- 1729 - 1742 Famaghan dan Tyeba
- 1742 - 1749 Kere Massa Wattara
- 1749 - 1809 Magan Wule Wattara
- 1809 Dramani
- 1809 - 1839 Dyori Wattara
- 1839 - 1851 Bako Moru Wattara
- 1851 - 1854 Laganfyela Moru
- 1854 - 1878 Ali Dyan
- 1878 - 1885 Kokoroko Dyan
- 1885 - 1892 Sabana
- 1892 - 1897 Tyeba Wattara "Nyandane"
- 1897 - 1909 Pintyeba Wattara
- 1909 - 1915 Karamoko